# Bosco de hond
Bosco Ramos was een hond verkozen als ere-burgemeester van de opgenomen gemeenschap van Sunol, Californië, Verenigde Staten. Hij was een zwarte Labrador en Rottweiler mix, meestal bekend als simpelweg ''Bosco''. Bosco heeft twee mensen verslagen om de ere-burgemeesters verkiezing te winnen in 1981, en heeft deze rang gehouden tot zijn dood. Bosco behaalde internationaal nieuws toen de Britse Daily Star verslag deed van de verkiezing, ze beschreven Sunol als ''de meeste excentrieke plaats in de wereld." Hij is met zijn eigenaar, Tom Stillman, verschenen op de spelshow 3rd Degree, waar de paneelleden het niet lukte om Bosco's beroep te raden. In 1990 deed de Chinese krant People's Daily verslag over zijn rang en beweerden dat het Amerikaanse verkiezingsproces, maar de inwoners van Sunol reageerden dat de honds' rang niet meer als een grap was. Een beeld van Bosco werd opgericht voor het postkantoor van het dorp in 2008.